# Pedro Antonio López Vidaurre
Pedro Antonio López Vidaurre (n. 1770 - siglo XIX) fue un abogado y político peruano. 
Graduado como abogado, durante la colonia, litigó ante la Real Audiencia de Lima. Durante la República, fue también alcalde constitucional de Lambayeque.
Fue miembro del Congreso Constituyente de 1822 por el departamento de La Libertad. Dicho congreso constituyente fue el que elaboró la primera constitución política del país.